# Cyclanthera phyllantha
Cyclanthera phyllantha är en gurkväxtart som beskrevs av Hermann August Theodor Harms. Cyclanthera phyllantha ingår i släktet springgurkor, och familjen gurkväxter. Inga underarter finns listade i Catalogue of Life.